# Max Wissel
Maximilian "Max" Wissel (né le 24 novembre 1989 à Alzenau) est un pilote automobile allemand.

## Biographie
Max Wissel a commencé sa carrière automobile en karting, puis s'est engagé en 2006 en Formule BMW allemande. Il termine la saison en onzième position, signant un podium. La saison suivante, il signe sa première et seule victoire dans le championnat et termine à la sixième place. En 2008, il participe aux quatre premiers meetings (sur huit) du Championnat de l'Europe du Nord de Formule Renault, signant de bonnes performances, dont deux 4e places à Oschersleben.
En août, le club suisse de football du FC Bâle le choisit pour représenter l'équipe helvète en Superleague Formula. Il fit des débuts difficiles, dont une violente sortie de piste lors de la dernière course, et clôt sa saison en 15e position. Il réitère sa chance en 2009. Contrairement à 2008, il signe sa victoire en Superleague Formula et finit en troisième place, très prometteuse, au classement général. Il reste une nouvelle fois fidèle au FC Bâle et le représente pour la troisième fois consécutive, en 2010.

## Carrière
- 2006 : Formule BMW ADAC (11e)
- 2007 : Formule BMW ADAC (6e)
- 2008 : Championnat de l'Europe du Nord de Formule Renault (18e)
- 2008 : Superleague Formula (15e)
- 2009 : Superleague Formula (3e)
- 2010 : Superleague Formula (3e)